# Yanaca

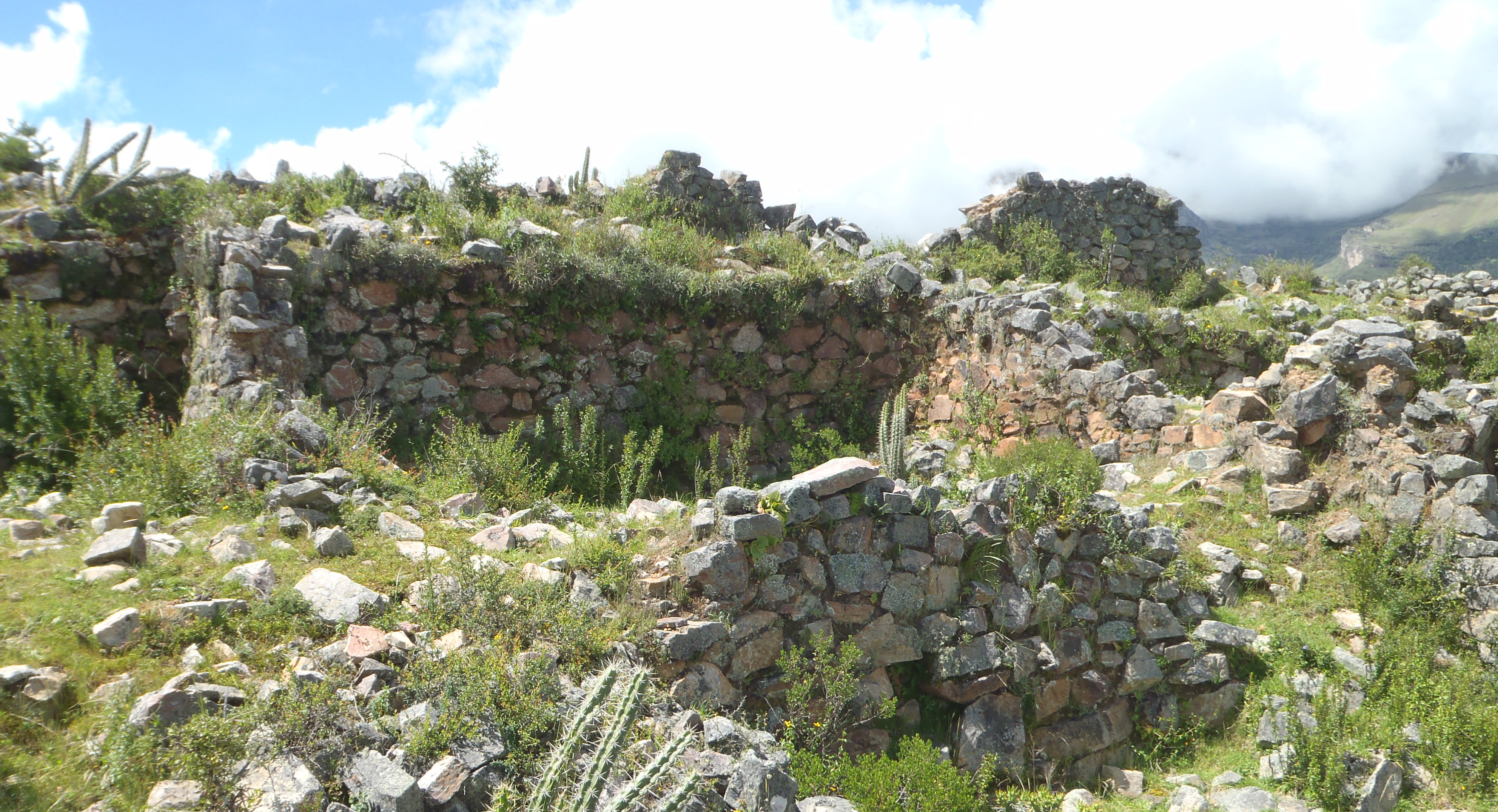
Pueblo de Tunay Kassa : una casa

Yanaca es un grupo de antiguas ciudades pre-incaicas situado en el Perú en el departamento de Departamento de Apurímac, provincia de Aymaraes, distrito de Yanaca, cerca del pueblo de Yanaca. 

## Geografía

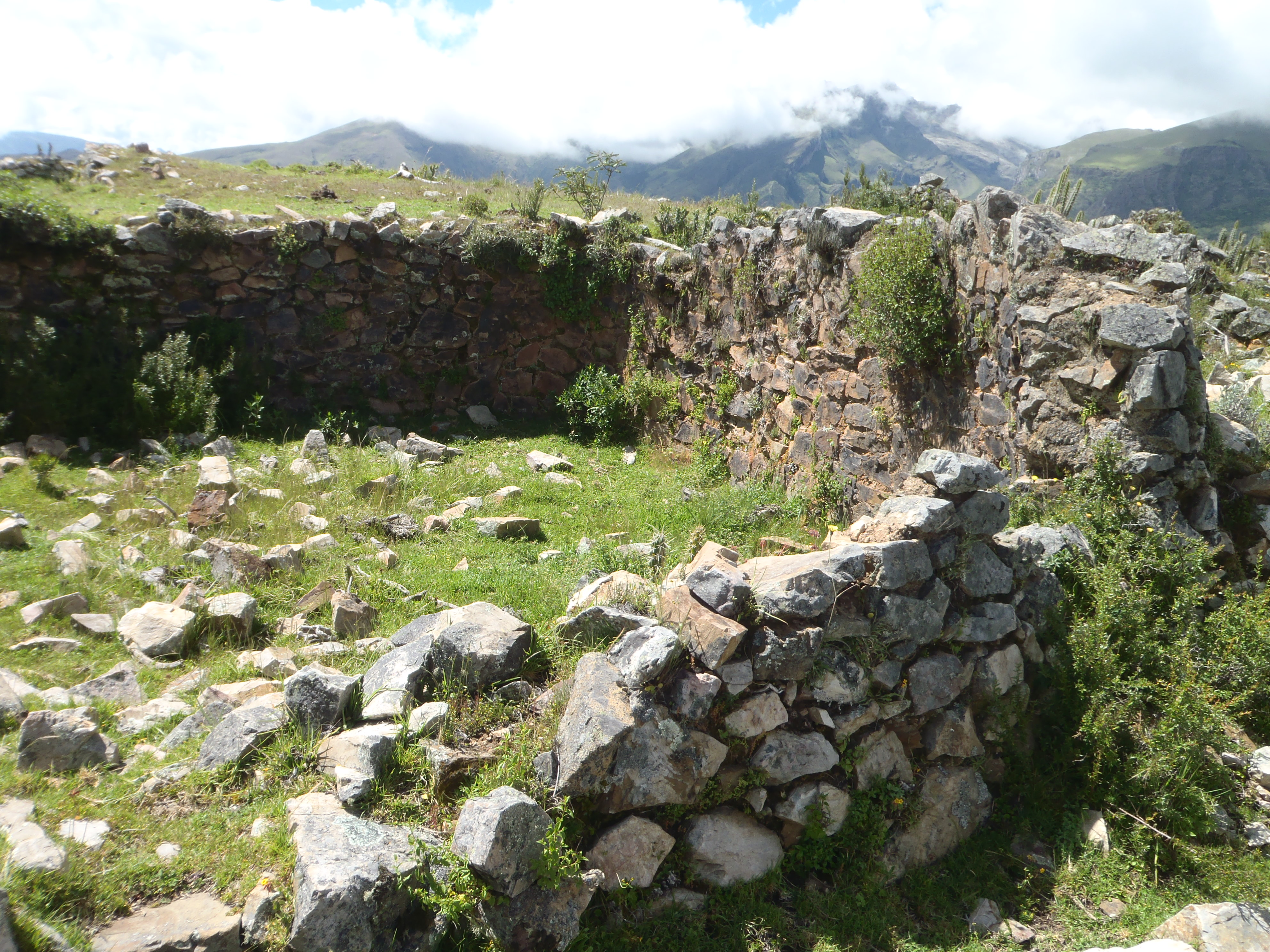
Pueblo de Tunay Kassa : una casa

Estas ciudades de la época preincaica están ubicadas a los alrededores del actual pueblo de Yanaca, en la cordillera de los Andes, entre las regiones Quechua y Suni. Están ubicadas en el Departamento de Apurímac, provincia de Aymaraes, distrito de Yanaca. 
Estas ruinas se llaman Tunay Kassa, Yawarcco, Chacha-Calla, Fiturumi, Corra-Corralpata, Ccalamocco, Tapuray, Wamani-Pata, Antaccarcca, Puccochoco, entre otros. La región también tiene una gran cantidad de andenerías construidas por esos pueblos pre-incaicos, las cuales son aún utilizadas hoy en día por los campesinos locales. Dichas andenerías son algunas de las más importantes en el Perú, en lo que a cantidad se refiere.

## Historia

### Época preincaica
Resulta sumamente difícil saber cuándo llegaron los primeros habitantes a Yanaca. Incrementar las búsquedas arqueológicas podría ayudar a obtener más información sobre el origen de los pueblos antiguos de Yanaca.
A través de estudios arqueológicos llevados a cabo en otros sitios, se ha concluido que los primeros pobladores probablemente llegaron de Asia 2200 años a. C. y se instalaron en la zona de Pacaicasa (Ayacucho), según Pedro José Ríos Velásquez.
Antes de que la civilización inca se asentara en el pueblo, fueron varios los pueblos que se instalaron en esta región: Quechuas, Pocras, Aucarunas y Aymaras. Según el autor Max Uhle, en Vilcashuaman, país de los Chancas, se hablaba aimara antes de la invasión Inca.
Varios autores mencionan también la presencia de los Yanas en la región.

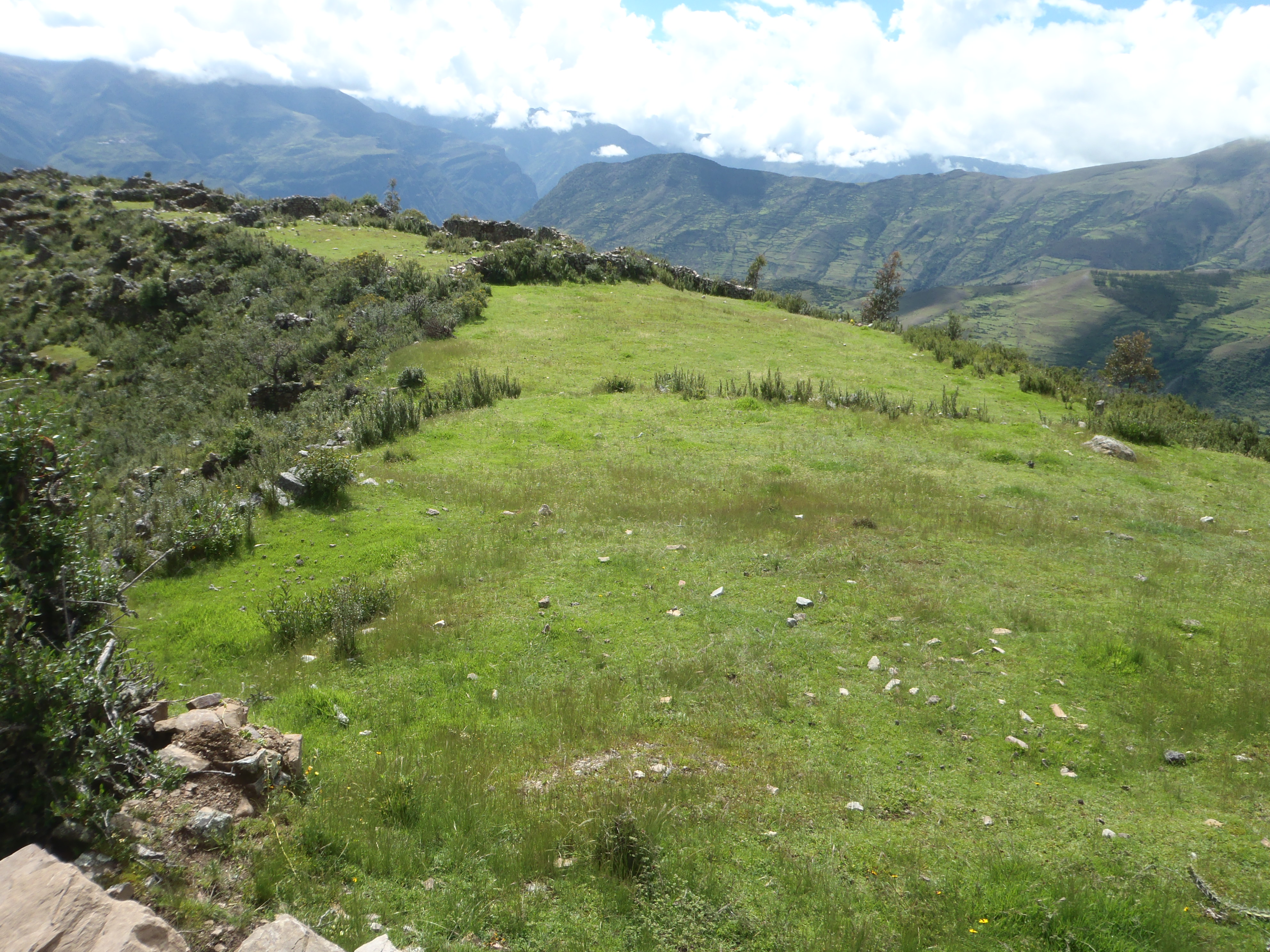
Pueblo de Tunay Kassa : las plazas principales

### Conquistas de losIncas
Según los escritos de Guaman Poma de Ayala, en los años 1350-1400, estas tribus Yanas se sometieron voluntariamente a las fuerzas conquistadoras del Inca Mayta Capac y más adelante su hermano Aunque Tito Capac Yupanqui y los Chocce Incas. Pasaron por el lugar Yawarcco y el camino Atun Paqcha, un camino que existe todavía.
Durante el dominio absoluto de los Incas, parece ser, según algunos autores, que los Yanas se habrían sometido a los Incas, aunque no se puede usar el término de esclavitud.
Muchos autores han intentado estudiar la cultura de los Yanas durante la época Inca, pero muchas preguntas quedan todavía sin responder. Por ejemplo, autores como Garcilaso describen a los Yanas como sirvientes de los incas. Otros dicen que los Yanas ayudaban simplemente a los Incas.
Cabello Balboa, en cambio, habla de 6000 rebeldes de Yanayaco que casi fueron ejecutados por los incas. Pedro José Ríos Velásquez supone que la última versión podría ser la más cercana a la verdad, puesto que durante el reino de Pachacutec se alejaban los rebeldes hacia los pueblos andinos que se encontraban lejos de Cuzco, la capital.
Según Murra (1983) y Garcilaso (1960), los yanas podrían haber beneficiado de un estatus mayor dentro de la jerarquía social inca, encargándose por ejemplo de tareas más nobles dentro de la corte, tales como carpintería, cocina, aguador, barrendero, etc.
Tom Zuidema confirma también esta teoría. Su investigación le llevó a descubrir que Yanaca era una ciudad que tenía un rol importante dentro de la organización social, política y religiosa de los incas.
La división política del territorio inca es hoy en día mejor conocida. Se sabe por varias fuentes que la provincia de Aymaraes estaba dividida en cuatro subprovincias. Yanaca era una de esas subprovincias

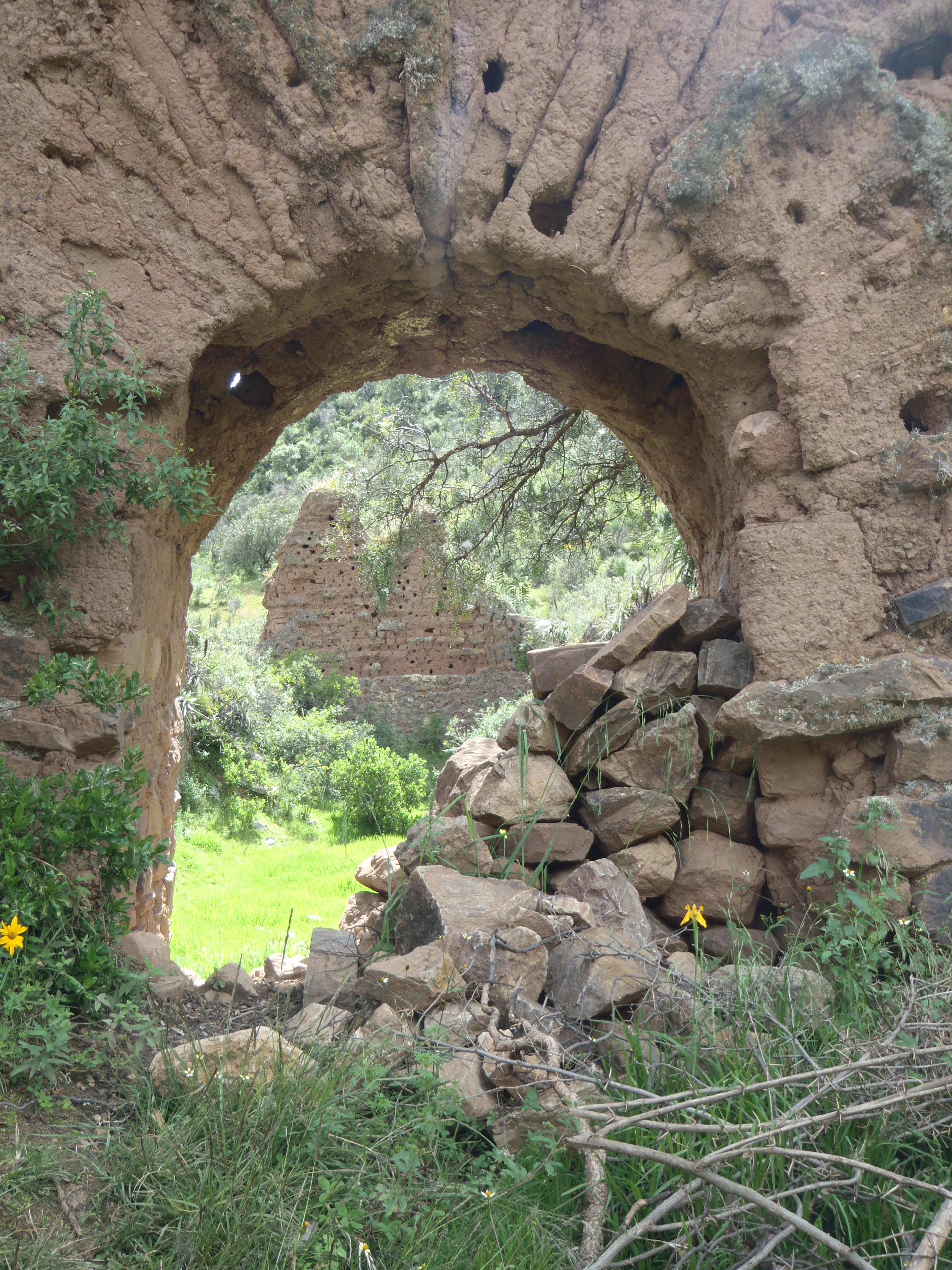
Iglesia de Parancay: la primera iglesia construida por los españoles en el. Ubicada cerca del pueblo de Chacha-Callas, dicha iglesia está hecha de piedra y adobe.

### Conquista española
En 1540, después de la derrota de los Incas, Francisco Pizarro ordenó el repartimiento de los indios de toda la región de Tahuantinsuyo. Yanaca fue colonizado por los españoles pocos años después. Por ejemplo, la encomienda de Aymareasera, la entrega al Virreinato de una renta anual de varios miles de pesos de oro. Después, se estableció poco a poco un subsidio estatal y luego la mita.
Se cree que los españoles se instalaron en primer lugar en el pueblo de Parangay, al lado de Yanaca. Hoy se pueden ver todavía las ruinas de la primera iglesia que construyeron ahí. Esta iglesia es de piedra en la parte inferior y de adobe en la parte superior. Está ubicada entre el pueblo de Parangay y las ruinas de Chacha-calla, otra ciudad pre-inca perteneciente al distrito de Yanaca.
La información que tenemos de esta época nos indica que había una densidad de población bastante importante en el valle de Yanaca en aquellos tiempos. Se habla de 30,000 personas registradas durante un censo llevado a cabo en 1572.
En 1720, Don Juan de Beytia, un corregidor enviado por el rey de España Felipe V, llegó a Yanaca y dispuso la separación de los pueblos y constituyó comunidades independientes.
Se supone que el pueblo de Yanaca que existe hoy fue creado a fines del siglo XVI o a principios del siglo XVII, aunque antes Yanaca era un grupo de pueblos separados diseminados en todo el valle.

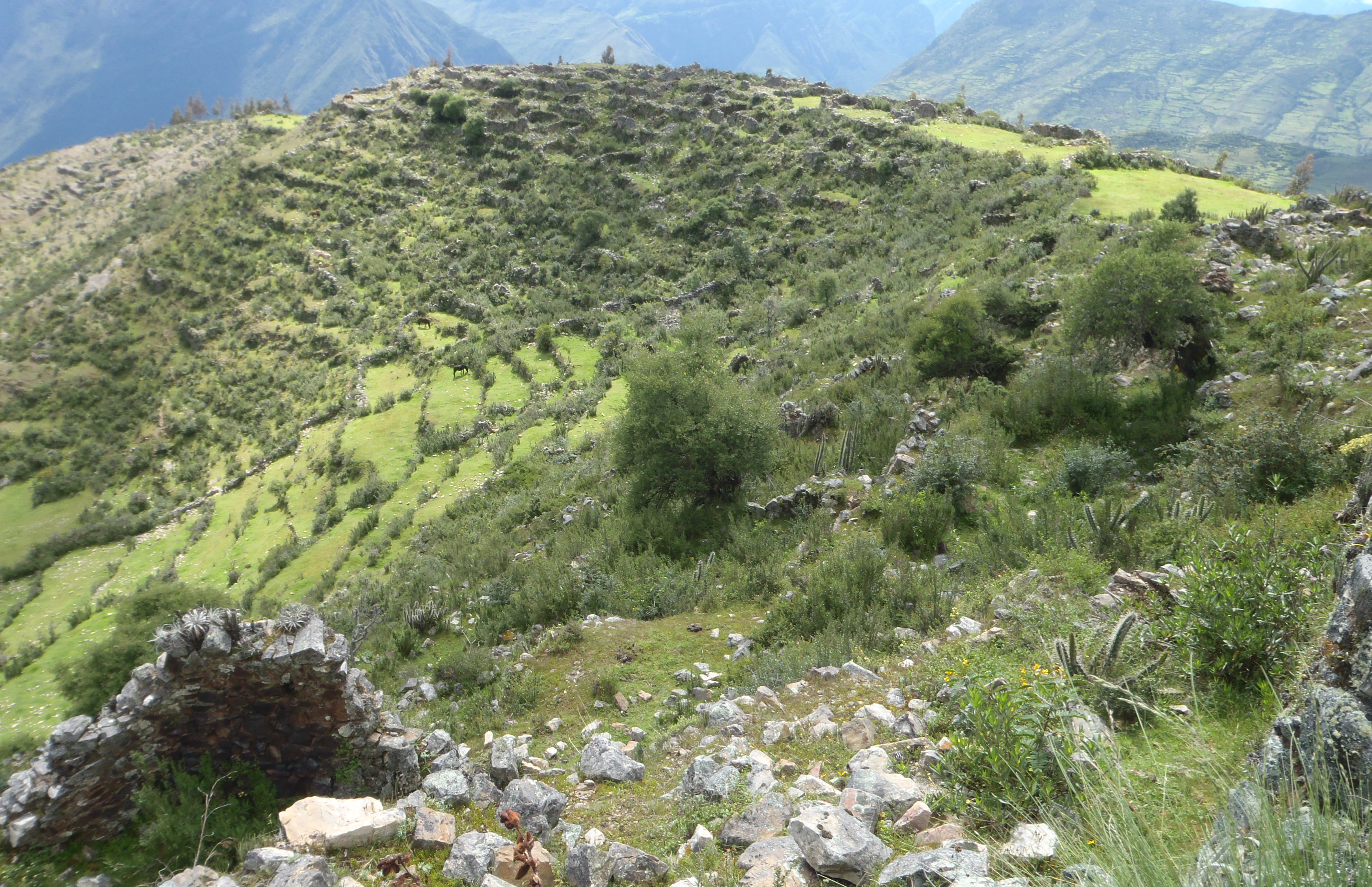
Pueblo de Tunay Kassa : las paredes de algunas casas. Se notan también las andenerías del pueblo.

## Tunay Kassa
Situado encima del monte Tunay Kassa, 3500 m.s.n.m, 4 kilómetros al sureste del pueblo de Yanaca, las ruinas de Tunay Kassa son las más conocidas en el pueblo. Estas ruinas muestran la existencia antigua de una ciudad bastante importante.

## Las andenerías
Aunque existen varios mitos sobre la creación de los andenes, estos fueron construidos por los pueblos pre-incas para sus cultivos, especialmente el maíz. La gente sigue manteniéndolos y utilizándolos hoy en día.

## Otros aspectos de la cultura ancestral

### Los apus
Según la religión antigua andina, los apus son divinidades representadas por las montañas. En Yanaca los apus se llamaban Tunay Kassa, Cóndor Carca, Solimana, Sara Sara, etc. Solimana y Sara Sara eran los dos apus principales de Yanaca, eran los apus creadores de todos los otros apus de Yanaca. Estas divinidades controlaban el comportamiento de la naturaleza, como la lluvia, las heladas, las cosechas, pero también la fertilidad, las enfermedades, los accidentes, etc. Se hacían ritos para las apus como la ‘’tinka’’ o el ‘’despacho’’ en varios momentos de la vida, especialmente al empezar la siembra. De la misma manera se adoraba la Pacha Mama y la Pacha tierra.

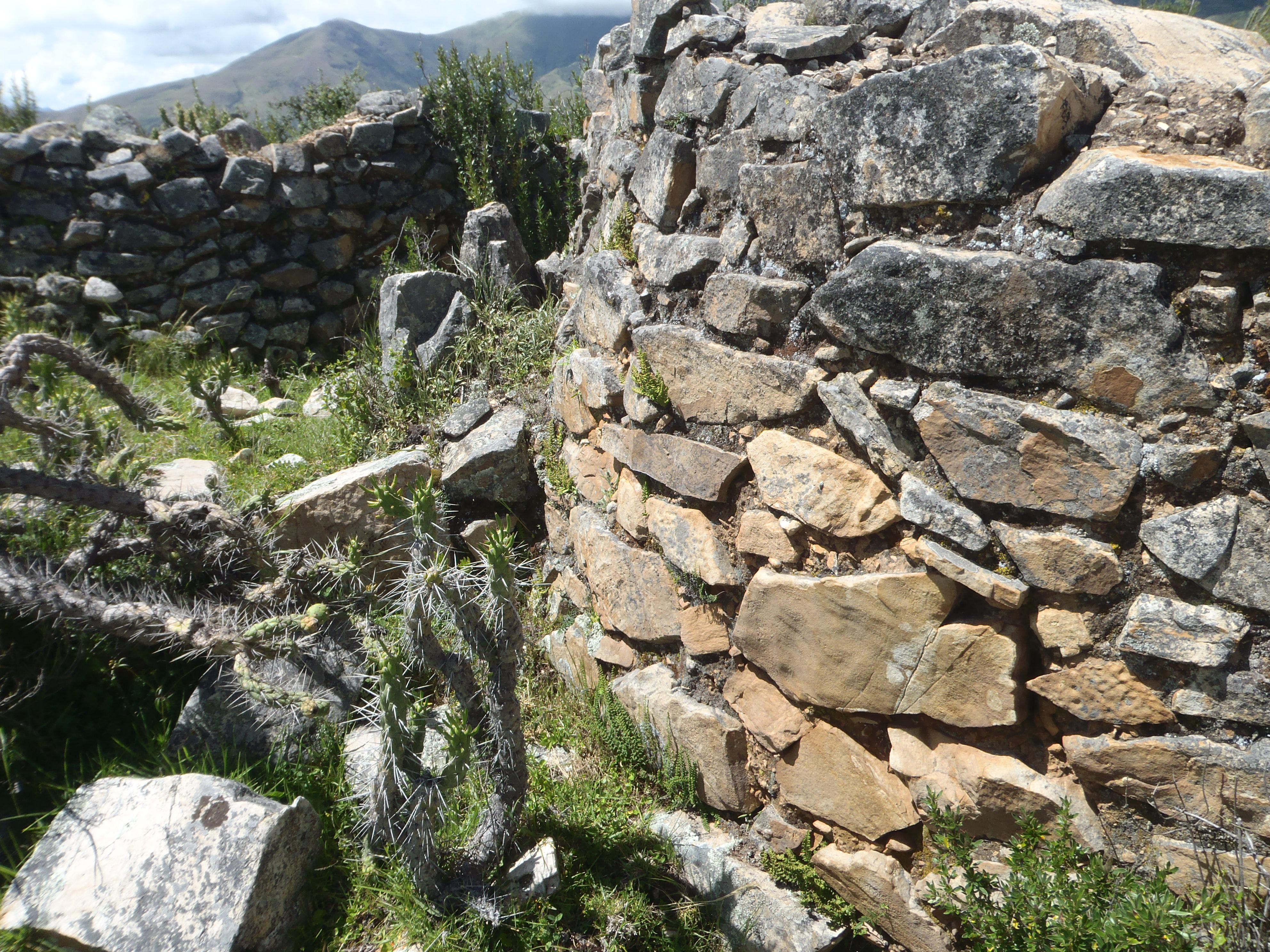
Pueblo de Tunay Kassa : las paredes de dos casas. La casa de la derecha es ovalada.

### Condorccarcca
Condorccarcca es un cerro situado al noroeste de Yanaca. Parece haber sido un sitio ceremonial de los pueblos a los alrededores. Habría servido como observatorio astronómico, las sombras del cerro proyectadas en la valle podrían haber indicado los ciclos agrícolas, los solsticios, los equinoccios.

### El camino Atun Paqcha y Ccucco Llacta
El camino Atun Paqcha fue construido por los pueblos pre-incas. Algunas partes del camino han sido cavadas directamente en la piedra de una manera impresionante. Se puede ver todavía en Ccucco Llacta lo que serían las huellas de los pies de los Incas grabadas en la piedra.
Se utilizaba mucho hasta los años 1990 porque era el único camino entre Yanaca y Chalhuanca, la ciudad más cercana. Hoy existe un nuevo camino por donde se puede pasar en automóvil, entonces ya no se utiliza este camino Inca.

## Trabajo antropológico e histórico en Yanaca

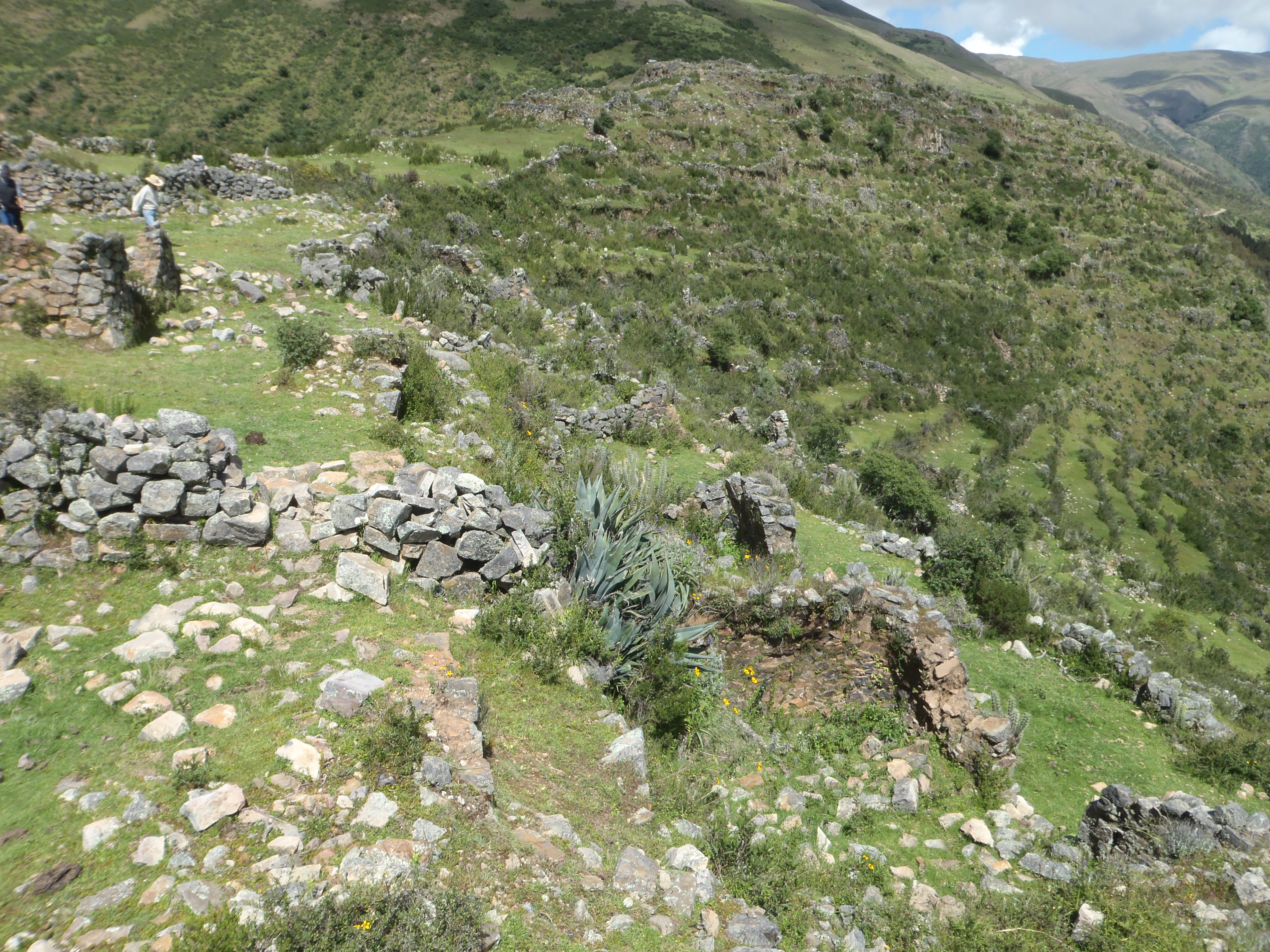
Pueblo de Tunay Kassa : Vista del pueblo en la que se ven las andenerías a la derecha.

Muy pocos estudios han sido hechos en esta región del Perú. El doctor Juan Ossio Acuña (ministro de la cultura de Perú desde septiembre de 2010) hizo en 1996 un estudio del pueblo de Yanaca, de sus tradiciones y de su historia pre-Inca. El doctor Reinel Tom Zuidema ha realizado estudios sobre los incas y mencionó Yanaca, diciendo que el grupo Rimacvillca partencía a este pueblo. Se puede añadir también que el doctor Franklin Pease G. ha hablado de problemas que hubo en Yanaca entre Felipe Guaman Poma de Ayala y el cura evangelizador fray Martín de Murua.
En 2007, las ruinas de Yanaca han sido declaradas zona arqueológica por el ministerio de la cultura peruano. Otros trámites están en camino para pedir inversiones al estado peruano con el fin de desarrollar este patrimonio cultural. 
Según el autor de Yanaca en la historia, las ruinas de Yanaca tienen mucho potencial de exploración arqueológica. Excepto Tunay Kassa, ninguna de las otras ruinas han sido estudiadas. Algunas personas del valle de Yanaca hablan de varias cuevas, de las cuales una al menos contiene numerosos esqueletos. Estos sitios son de mucho interés para los arqueólogos.
La mayoría de la gente de Yanaca nunca se acerca a estas ruinas, acerca de las cuales existen varias supersticiones que la atemorizan. Debido a ello, el interés por estas ruinas no ha empezado a surgir hasta hace poco.

## Turismo
Las ruinas pre-incaicas de Yanaca no están renovadas todavía, están llenas de árboles, cactus y tierra y algunas aún sirven como pasto.
Recientemente, el pueblo yanaqueño está movilizándose para cuidar esta parte de su patrimonio cultural. Además, estas ruinas podrían interesar a algunos turistas en Perú viniendo de otras partes del mundo. Por eso fue creado en 2007 el ‘’Centro de investigación y desarrollo cultural TUNAYA – CIDEC’’.

## Bibliografía

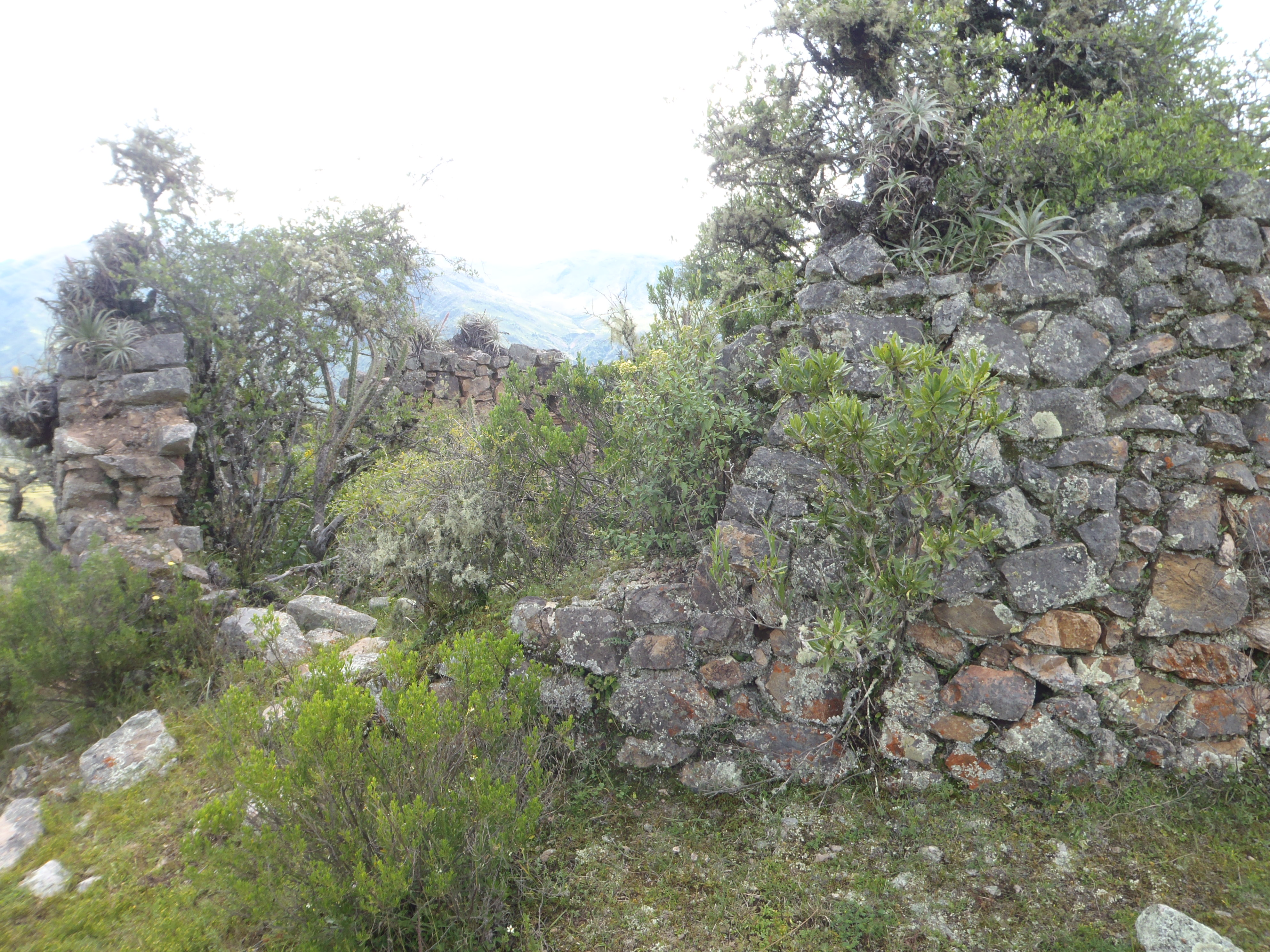
Pueblo de Chacha-Callas : una casa. Destaca la cantidad de árboles creciendo dentro de las ruinas, puesto que nada ha sido renovado todavía.

## Otras páginas en relación
- Tunay Kassa

- Incas - Huaris - Chancas - Cuzco - Machu Pichu
- Quechua - Aimara
- Perú - Apurimac

## Internet
- Wikimedia Commons alberga una galería multimedia sobre Yanaca.
- Yanaca.org : Página web de la asociación Centro de investigación y desarrollo cultural TUNAYA – CIDEC

- Datos: Q3068867
- Multimedia: Yanaca (archaeological site) / Q3068867